# Sinfonía n.º 83 (Haydn)

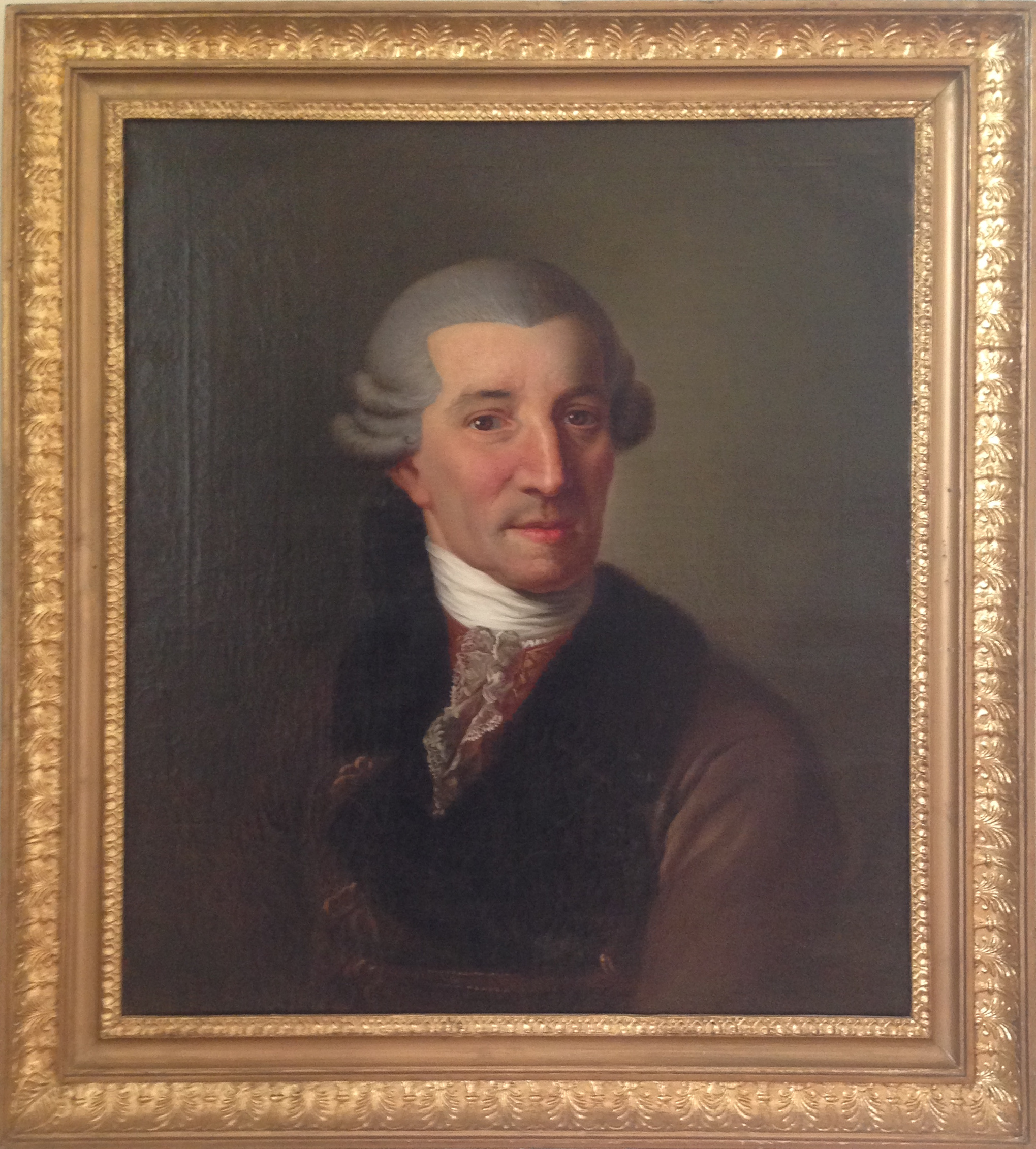
Haydn en 1785.

La Sinfonía n.º 83 en sol menor, Hob. I:83, también conocida como La gallina o en francés La poule, fue compuesta por Joseph Haydn en 1785. Es la segunda de las denominadas Sinfonías de París (n.º 82 a 87).

## Historia

### Composición
La producción sinfónica del maestro austríaco puede dividirse a grandes rasgos en tres bloques temporales: el primer bloque (1757-1761) se corresponde con su periodo al servicio del conde Carl von Morzin (n.º 1 - n.º 5); el segundo bloque en la corte Esterházy (1761-1790 pero con la última sinfonía para el público de Esterházy en 1781); y el tercer bloque (1782-1795) comprende las Sinfonías de París (n.º 82 - n.º 87) y las Sinfonías de Londres (n.º 93 - n.º 104). El 1 de mayo de 1761 el compositor firmó su contrato como vice-kapellmeister (más tarde kapellmeister) de la familia Esterházy, que nominalmente duró 48 años, hasta su muerte.
La composición de esta pieza se desarrolló en 1785. Se conserva la partitura manuscrita autógrafa que actualmente se encuentra en la Biblioteca Nacional de Francia. El Concert de la Loge Olympique (Concierto de la Logia Olímpica) era una sociedad musical parisina, de ahí el nombre del conjunto Sinfonías de París. Su ciclo de conciertos fue instituido en 1780 y se contaba entre los más prestigiosos de Francia. María Antonieta asistía en ocasiones, al igual que varios funcionarios de la corte de Versalles. En 1784 el Consejo de administración del Concert de la Loge Olympique pidió a Haydn que escribiera seis sinfonías para su ciclo. Era el primer encargo extranjero recibido por el compositor, que había pasado la mayor parte de su vida profesional al servicio de los Esterházy. Entre 1784 y 1786 el maestro austríaco compuso las seis Sinfonías de París (n.º 82 - 87).
Este conjunto marca un punto de inflexión en la carrera del compositor. En aquel momento Haydn experimentaba una especie de monotonía compositiva en sus creaciones para la corte de Esterházy, mientras que las consideraciones comerciales le dificultaban experimentar en las obras que escribía a instancias de los editores. No es difícil entender por qué el compositor aceptó el encargo de estas sinfonías. Le dieron la oportunidad de estirar sus alas musicales, experimentar para crear algo personal y original a una escala mucho mayor que llegaría a un público más amplio que las obras destinadas a los Esterházy.

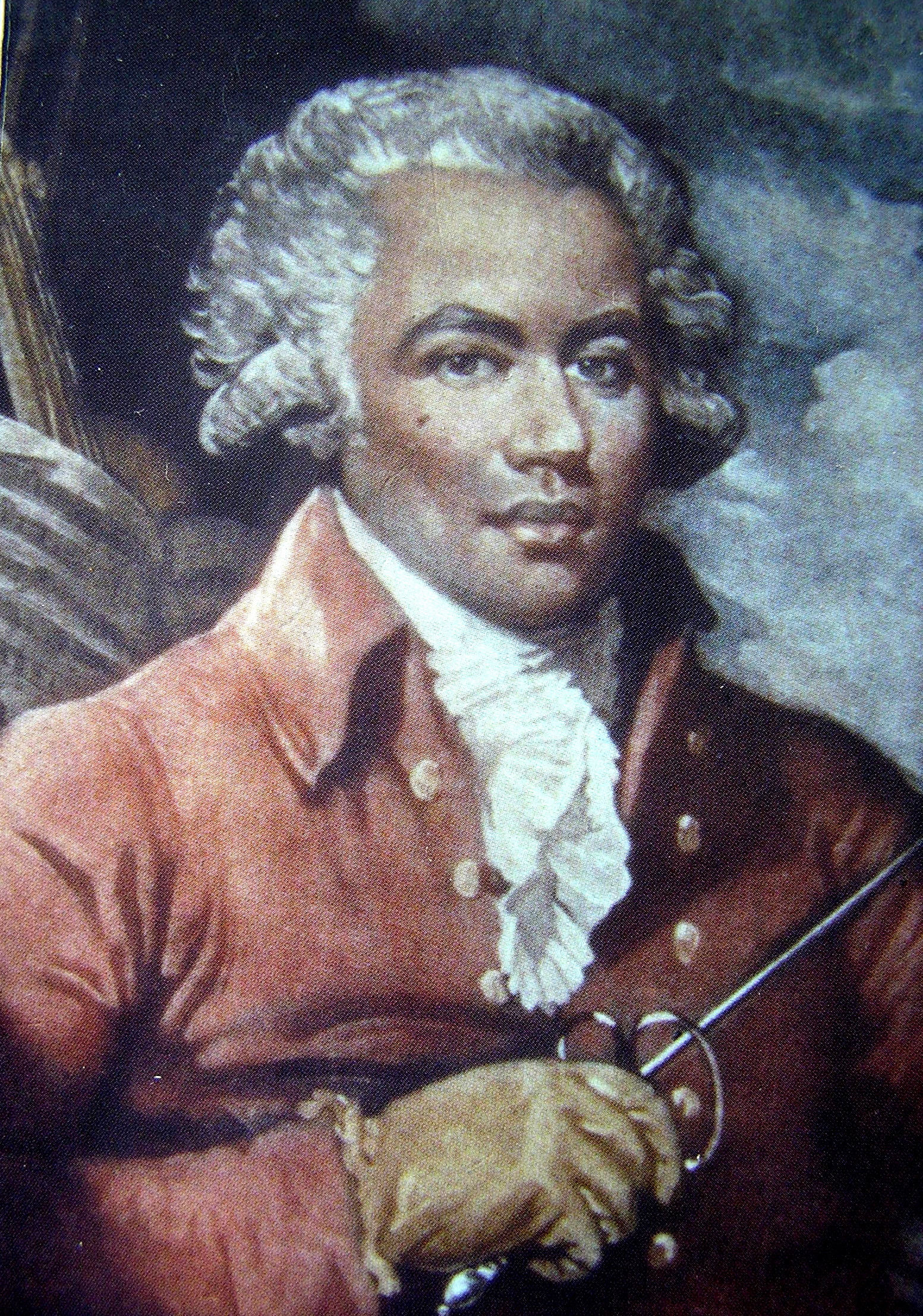
Joseph Boulogne, director del estreno.

El sobrenombre La gallina o La poule, como los de otras sinfonías de Haydn, no proviene del propio compositor. Surge del cacareo en el segundo tema del movimiento inicial, que recordaba a los oyentes los nerviosos movimientos adelante y atrás de la cabeza de una gallina caminando.

### Estreno y publicación
El estreno se celebró en 1787 en París con la interpretación del Concert de la Loge Olympique, dirigida por el célebre músico mulato, Joseph Boulogne, Chevalier de Saint-Georges.
La primera edición fue llevada a cabo en diciembre de 1787 por la editorial Artaria en Viena. Se publicó como la número 2 bajo la denominación 3 Symphonies, Op. 51. Haydn solicitó a su editor vienés, Artaria & Co., que publicara las obras en el siguiente orden: 87, 85, 83, 84, 86 y 82. Pero su deseo no fue concedido, ya que la edición parisina de 1788 las coloca en el orden que conocemos en la actualidad.

## Instrumentación
La partitura está escrita para una orquesta formada por:
- Viento madera: 1 flauta, 2 oboes y 2 fagotes.
- Viento metal: 2 trompas.
- Cuerda: una sección de cuerdas con 2 violines, viola, violonchelo y contrabajo.

Las Sinfonías de París se crearon para la gran orquesta de la Loge Olympique, que fue el mayor conjunto orquestal que Haydn tuvo jamás a su disposición. Incluía una gran sección de cuerdas de hasta 40 violines y diez contrabajos. Además contaba con refuerzos para las partes de las maderas con hasta cuatro efectivos de cada viento madera. En cuanto a la participación del clavecín como bajo continuo en las sinfonías de Haydn existen diversas opiniones entre los estudiosos: James Webster se sitúa en contra; Hartmut Haenchen a favor; Jamie James en su artículo para The New York Times presenta diferentes posiciones por parte de Roy Goodman, Christopher Hogwood, H. C. Robbins Landon y James Webster. A partir de 2019 la mayor parte de las orquestas con instrumentos modernos no utiliza el clavecín como continuo. No obstante, existen grabaciones con clavecín en el bajo continuo realizadas por: Trevor Pinnock (Sturm und Drang Symphonies, Archiv, 1989-1990); Nikolaus Harnoncourt (n.º 6–8, Das Alte Werk, 1990); Sigiswald Kuijken (incluidas las Sinfonías de París y Londres; Virgin, 1988-1995); Roy Goodman (Ej. n.º 1-25, 70-78, 82-87; Hyperion, 2002).

## Estructura y análisis
La sinfonía consta de cuatro movimientos:
- I. Allegro spiritoso, en sol menor 4
4
- II. Andante, en mi bemol mayor 3
4
- III. Menuet. Allegretto – Trio, en sol mayor 3
4
- IV. Finale. Vivace, en sol mayor 12
8

La interpretación de esta obra dura aproximadamente entre 20 y 25 minutos. Aunque no es tan conocida como sus cinco hermanas, según Palmer el genio de Haydn no es menos evidente en esta pieza.

### I.Allegro spiritoso
El primer movimiento, Allegro spiritoso, está escrito en la tonalidad de sol menor, en compás de 4/4 y sigue la forma sonata. La exposición se inicia de manera directa, sin introducción. El tema principal esboza lentamente una inquietante tríada disminuida ascendente que se intensifica con la disonancia añadida del do sostenido. Se resuelve en una figura descendente de ritmos con puntillo que se transforman después en fanfarrias.

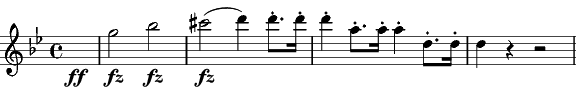
Primer tema

El segundo tema, en si bemol mayor, es ligero y desligado. Consta de notas con puntillo repetidas interpretadas por un único oboe sobre una nerviosa apoyatura en los primeros violines. Este es el motivo de La gallina que dio lugar al sobrenombre de la obra, aunque también está relacionado con el ritmo con puntillo del primer tema.

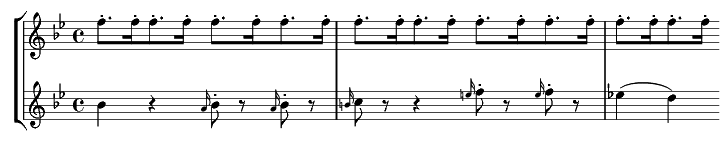
Segundo tema

Durante el desarrollo, que es casi tan largo como la exposición, explora ambos temas en diferentes tonalidades. La tríada ascendente, la figura con puntillo y el segundo tema sufren diversas permutaciones. Se abre con el primer tema en do menor, seguido por el segundo tema en mi bemol mayor y fa menor. Se escucha entonces el primer tema que conduce contrapuntísticamente a la dominante y permite una retransición hacia la tónica para la recapitulación. En la recapitulación Haydn proporciona un material de transición totalmente nuevo. Reaparece el primer tema en sol menor mientras que el segundo está en sol mayor, con lo que sol menor ha exhalado su último suspiro en la obra.

### II.Andante
El segundo movimiento, Andante, está en mi bemol mayor y en compás de 3/4. El movimiento lento adopta también una forma sonata, aunque esta vez sin sección de desarrollo. No obstante, Haydn se permite cierto desarrollo en la reexposición del primer tema. Las notas repetidas separadas, el uso de notas de gracia así como el uso de la tonalidad de si bemol mayor en el segundo tema, sugieren un eco del movimiento inicial.

### III.Menuet. Allegretto– Trio
El tercer movimiento, Menuet. Allegretto – Trio, está en sol mayor y en compás de 3/4. Este movimiento continúa con las tendencias al desarrollo que se perciben en toda la sinfonía. El solemne tema de apertura de ocho compases es bastante convencional, pero la segunda parte no sigue el patrón tradicional de presentar material nuevo redondeado después por el primer tema. En su lugar, Haydn construye la segunda parte a partir de fragmentos de la primera, sin llegar a exponer el primer tema en su totalidad. La textura se aligera en el trío, cuyo tema es interpretado en piano por una flauta solista doblada por los violines.

### IV.Finale.Vivace
El cuarto y último movimiento, Finale. Vivace, está en sol mayor, en compás de 12/8 y responde a la forma sonata. El Finale es monotemático y rebosa energía. La sección de desarrollo es una serie continua de figuras de tresillos sobre armonías cambiantes, mientras que el verdadero desarrollo temático se produce en la recapitulación.